# Fritz Hüser-Gesellschaft
Die Fritz Hüser-Gesellschaft wurde 1988 in Dortmund von literarisch und kulturell interessierten und engagierten Menschen aus den Gewerkschaften und der Wissenschaft sowie von Kulturschaffenden als Förderverein des Fritz-Hüser-Instituts für Literatur und Kultur der Arbeitswelt gegründet. Die als gemeinnütziger Verein organisierte Gesellschaft versteht sich als Schnittstelle zwischen Schriftstellern und Künstlern, dem Kulturbereich der Gewerkschaften, der Literatur- und Kulturwissenschaft, kulturellen Organisationen und dem Fritz-Hüser-Institut.

## Geschichte und Aufgaben
Die Fritz Hüser-Gesellschaft benannte sich bei ihrer Gründung nach dem Fritz-Hüser-Institut, dessen Förderverein die Gesellschaft darstellt. Die Benennung sowohl des Instituts als auch der Gesellschaft gehen zurück auf den Begründer des „Archivs für Arbeiterdichtung und soziale Literatur“, den ehemaligen Stahlformer und späteren Dortmunder Büchereidirektor Fritz Hüser.
Als Förderverein sieht die Gesellschaft ihre Aufgabe darin, die Arbeit des Fritz-Hüser-Instituts durch ehrenamtliche Arbeit, durch materielle Zuwendungen und durch eine Vernetzung mit anderen Gesellschaften, Institutionen und interessierten Menschen zu unterstützen. Außerdem führt die Gesellschaft eigene Projekte und Veranstaltungen durch, die ihrerseits stets am Sammlungs- und Aufgabenprofil des Fritz-Hüser-Instituts ausgerichtet sind.

## Vereinsstruktur und Aufgabenverteilung
Die Fritz Hüser-Gesellschaft ist ein eingetragener Verein auf den Grundlagen des Vereinsrechts, seit 1990 ist die Gesellschaft als gemeinnützig anerkannt. Vorsitzende der Gesellschaft waren Guntram Schneider, Ulla Burchardt, Karl-Heinz Faust (Arbeitsdirektor bei den Dortmunder Stadtwerken), Ernst Söder (DGB-Kreis-Vorsitzender im Hochsauerland), Eberhard Weber (Vorsitzender des DGB Östliches Ruhrgebiet) und Michael Belamon (Bildungsreferent bei der IG Bauen-Agrar-Umwelt). Seit 2023 ist die Historikerin Helen Wagner (Wiss. Mitarbeiterin beim Regionalverband Ruhr) Vorsitzende der Gesellschaft, stellvertretender Vorsitzender ist Jens Becker (Hans-Böckler-Stiftung). Weitere Mitglieder des Vorstands sind Maria Daldrup (Schriftleitung), Lea Althoff (Finanzen) sowie als Beisitzende Dominik De Marco, Matthias Dudde, Jana Golombek, Mareen Heying, Anne Kugler-Mühlhofer, Hanneliese Palm und Volker Zaib.
Die Gesellschaft hat rund 100 persönliche und korporative Mitglieder (Stand: Februar 2025). Finanzielle Mittel generiert die Gesellschaft aus Mitgliedsbeiträgen, Spenden sowie Fördergeldern für durchgeführte Projekte.

## Mitgliedschaften der Gesellschaft
Die Fritz Hüser-Gesellschaft ist Mitglied der Nordrhein-Westfalen-Stiftung Naturschutz, Heimat- und Kulturpflege, der Arbeitsgemeinschaft Literarischer Gesellschaften und Gedenkstätten, der Christian-Geissler-Gesellschaft und der Kinder des Sisyphos - Freundeskreis Erasmus Schöfer. Seit der Gründung der Gesellschaft bestehen enge Beziehungen zum Archiv der Arbeiterjugendbewegung in Oer-Erkenschwick.

## Veröffentlichungen
Bisher wurden sieben Buchveröffentlichungen realisiert, zuletzt (2020) Literatur in der neuen Klassengesellschaft, herausgegeben von Enno Stahl, Klaus Kock, Hanneliese Palm und Ingar Solty. Von 2011 bis 2020 erschienen in loser Folge die Mitteilungen der Fritz Hüser-Gesellschaft.

## Veranstaltungen
Die Fritz Hüser-Gesellschaft hat in den vergangenen Jahren Lesungen, Podiumsdiskussionen, Jubiläumsveranstaltungen, Ausstellungen und Tagungen in Kooperation mit dem Fritz-Hüser-Institut und anderen Organisationen veranstaltet und unterstützt.